# Harun-i Vilayat
Harun-i Vilayat er et mausoleum for den mystiske skikkelse, Harun Vilayat. Det er beliggende i byen Isfahan i Iran. Harun Vilayet identificeres af forskellige muslimske grupperinger som værende forskellige hellige personligheder. Nogle tror, at han var søn af den tiende eller ellevte imam, mens andre tror, at han var barnebarn af den sjette eller syvende imam. Mausoleet besidder ifølge sit ry mirakuløse kræfter og er også højt respekteret af nogle armenske kristne. Bygningen har også sat sit præg på Isfahans bydesign i 1500-tallet.
Harun-i Vilayat's gårdareal er beliggende i Isfahans Dardasht-kvarter og har fungeret som den oprindelige bymidte i Isfahan. Dette er nævnt i dokumenter, som stammer fra Shāh Ismā'īl's regeringstid. Men i 1590 ændrede Shāh 'Abbās I på dette ved at flytte fokus mod den store Maidān-i Shāh.
Mausoleet blev bygget i 1512-13 af Mīrzā Shāh Husain, som var vasal af Durmish Khān Shāmlu, guvernøren af Isfahan under Shāh Ismā'īl's regeringstid. Bygningen er en af de ældste safavidiske bygninger, og den har en timuridisk stil i formen men er domineret af kuplens udvendige flisedekoration – et fænomen, som blev yderligere stimuleret i senere safavidisk arkitektur.
Bygningen er bedst kendt som et eksempel på fliseudsmykning af kupler og paneler i Isfahan, men er også bemærkelsesværdig for sine spændende kalkmalerier og usædvanlige grad af naturalisme i kufiske påskrifter og arabesker. Den inderste del af helligdommen benyttes oftest som et religiøst teater og er dermed kun tilgængelig i forbindelse med forestillinger. Den fortsatte ærbødighed for helligdommen har sikret bygningens vedligeholdelse, men den store færdsel har medført slid på de detaljeret mønstrede flisepaneler.